# Badminton in Nauru
Badminton spielt in der Republik Nauru lediglich eine untergeordnete Rolle.

## Geschichte
Die Nauru Badminton Association (auch als Nauru Badminton Federation bezeichnet) ist Mitglied des Kontinentalverbandes Badminton Oceania und der Badminton World Federation (BWF). Im Februar 2014 nahm zum ersten Mal eine gemischte Nationalmannschaft an der Ozeanienmeisterschaft und belegte dort den sechsten Rang vor den Teams aus Tonga und Kiribati.
Nachdem der nationale Verband über mehrere Jahre hinweg inaktiv gewesen war, wurde am 27. September 2019 ein neuer Vorstand der Nauru Badminton Union gewählt, angeführt von Marissa Cook. Daran anschließend wurde die Sportart vom Nauru Olympic Committee offiziell anerkannt.